# Децим Теренцій Генціан
Децим Теренцій Генціан (лат. Decimus Terentius Gentianus; 89 або 90 — після 120) — державний та військовий діяч Римської імперії, консул-суффект 116 року.

## Життєпис
Походив з роду Теренціїв з Нарбонської Галлії. Був сином Децима Теренція Скавріана, намісника Дакії у 108–110 роках. Службу розпочав на посаді військового трибуна XIII Подвоєного легіону в намісництво свого батька.
Після 110 року обіймав посади народного трибуна в Римі, квестора, увійшов до колегії понтифіків. У 116 році призначено консулом-суффектом разом з Луцієм Коссонієм Галлом. У 119–120 роках обіймав посаду проконсула в провінції Македонія.
Як і його батько був патроном міста Ульпія Траяна Сармізегетуза. Почесний напис на честь Децима Теренція Генціана поставлено міською громадою Сармізегетузи у 120 році. Незабаром впав у немилість в імператора Адріана. Про подальшу долю Генціана немає відомостей.